# Дромор-Уэст

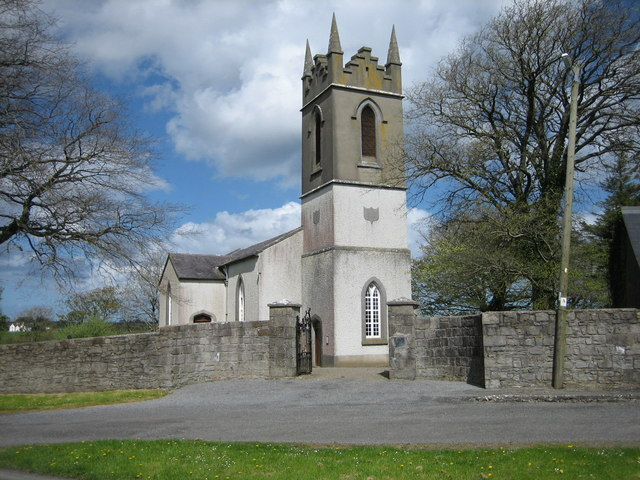

Дромор-Уэст (англ. Dromore West; ирл. An Droim Mór Thiar) — деревня в Ирландии, находится в графстве Слайго (провинция Коннахт) у пересечения дорог R297 и N59. Население — 308 человек (по переписи 2002 года).